# Barry Manilow/Diskografie
Diese Diskografie ist eine Übersicht über die musikalischen Werke des US-amerikanischen Sängers Barry Manilow. Den Schallplattenauszeichnungen zufolge hat er bisher mehr als 38,1 Millionen Tonträger verkauft, davon alleine in seiner Heimat über 34,2 Millionen. Seine erfolgreichste Veröffentlichung ist das Album Greatest Hits mit über 3,5 Millionen verkauften Einheiten.

## Alben

### Studioalben
| Jahr | Titel                                             | Höchstplatzierung, Gesamtwochen, AuszeichnungChartplatzierungen (Jahr, Titel, Platzierungen, Wochen, Auszeichnungen, Anmerkungen) | Höchstplatzierung, Gesamtwochen, AuszeichnungChartplatzierungen (Jahr, Titel, Platzierungen, Wochen, Auszeichnungen, Anmerkungen) | Höchstplatzierung, Gesamtwochen, AuszeichnungChartplatzierungen (Jahr, Titel, Platzierungen, Wochen, Auszeichnungen, Anmerkungen) | Höchstplatzierung, Gesamtwochen, AuszeichnungChartplatzierungen (Jahr, Titel, Platzierungen, Wochen, Auszeichnungen, Anmerkungen) | Anmerkungen                                                                    |
| Jahr | Titel                                             | DE | AT | UK | US | Anmerkungen                                                                    |
| ---- | ------------------------------------------------- | --- | --- | --- | --- | ------------------------------------------------------------------------------ |
| 1973 | Barry Manilow                                     | — | — | — | US28 Gold · (51 Wo.)US | Erstveröffentlichung: 7. Juli 1973                                             |
| 1974 | Barry Manilow II                                  | — | — | — | US9 Platin · (58 Wo.)US | Erstveröffentlichung: 1. Oktober 1974                                          |
| 1975 | Tryin’ to Get the Feeling                         | — | — | — | US5 ×2Doppelplatin · (87 Wo.)US                                                                                                   | Erstveröffentlichung: Oktober 1975                                             |
| 1976 | This One’s for You                                | — | — | — | US6 ×2Doppelplatin · (60 Wo.)US                                                                                                   | Erstveröffentlichung: August 1976                                              |
| 1978 | Even Now                                          | — | — | UK12 Silber · (28 Wo.)UK | US3 ×3Dreifachplatin · (58 Wo.)US                                                                                                 | Erstveröffentlichung: Februar 1978                                             |
| 1979 | One Voice                                         | — | — | UK18 Gold · (7 Wo.)UK | US9 Platin · (25 Wo.)US | Erstveröffentlichung: 25. September 1979                                       |
| 1980 | Barry                                             | — | — | UK5 Platin · (34 Wo.)UK | US15 Platin · (20 Wo.)US | Erstveröffentlichung: 19. November 1980                                        |
| 1981 | If I Should Love Again                            | — | — | UK5 Platin · (26 Wo.)UK | US14 Gold · (25 Wo.)US | Erstveröffentlichung: September 1981                                           |
| 1982 | Here Comes the Night                              | — | — | UK7 Gold · (9 Wo.)UK | US32 Gold · (27 Wo.)US | Erstveröffentlichung: November 1982 UK-Titel: I Wanna Do It with You           |
| 1984 | 2:00 AM Paradise Cafe                             | — | — | UK28 Silber · (6 Wo.)UK | US28 Gold · (20 Wo.)US | Erstveröffentlichung: 15. November 1984                                        |
| 1985 | Manilow                                           | — | — | UK40 (6 Wo.)UK | US42 (24 Wo.)US | Erstveröffentlichung: 1985                                                     |
| 1987 | Swing Street                                      | — | — | UK81 (1 Wo.)UK | US70 (21 Wo.)US | Erstveröffentlichung: 1987                                                     |
| 1989 | Barry Manilow                                     | — | — | UK20 Silber · (4 Wo.)UK | US64 (16 Wo.)US | Erstveröffentlichung: 2. Mai 1989 UK-Titel: Songs to Make the Whole World Sing |
| 1991 | Showstoppers                                      | — | — | UK53 (3 Wo.)UK | US68 (8 Wo.)US | Erstveröffentlichung: 10. September 1991                                       |
| 1994 | Singin’ with the Big Bands                        | — | — | UK54 (4 Wo.)UK | US59 Gold · (21 Wo.)US | Erstveröffentlichung: 11. Oktober 1994                                         |
| 1996 | Summer of ’78                                     | — | — | UK66 (2 Wo.)UK | US82 (11 Wo.)US | Erstveröffentlichung: 12. Juni 1996                                            |
| 1998 | Manilow Sings Sinatra                             | — | — | UK72 (4 Wo.)UK | US122 (7 Wo.)US | Erstveröffentlichung: 10. November 1998 UK-Titel: Barry Sings Sinatra          |
| 2001 | Here at the Mayflower                             | — | — | UK18 (3 Wo.)UK | US90 (3 Wo.)US | Erstveröffentlichung: 13. November 2001                                        |
| 2004 | Manilow Scores: Songs from Copacabana and Harmony | — | — | — | US47 (8 Wo.)US | Erstveröffentlichung: 28. September 2004                                       |
| 2006 | The Greatest Songs of the Fifties                 | — | — | UK12 Gold · (5 Wo.)UK | US1 Platin · (25 Wo.)US | Erstveröffentlichung: 31. Januar 2006 Coveralbum                               |
| 2006 | The Greatest Songs of the Sixties                 | — | — | UK56 (4 Wo.)UK | US2 Gold · (12 Wo.)US | Erstveröffentlichung: 31. Oktober 2006 Coveralbum                              |
| 2007 | The Greatest Songs of the Seventies               | — | — | UK27 Silber · (2 Wo.)UK | US4 (15 Wo.)US | Erstveröffentlichung: 18. September 2007 Coveralbum                            |
| 2008 | The Greatest Songs of the Eighties                | — | — | UK22 (2 Wo.)UK | US14 (6 Wo.)US | Erstveröffentlichung: 24. November 2008 Coveralbum                             |
| 2010 | The Greatest Love Songs of All Time               | — | — | UK26 (2 Wo.)UK | US5 (6 Wo.)US | Erstveröffentlichung: 26. Januar 2010 Coveralbum                               |
| 2011 | 15 Minutes: Fame … Can You Take It?               | — | — | UK20 (2 Wo.)UK | US7 (9 Wo.)US | Erstveröffentlichung: 14. Juni 2011                                            |
| 2014 | Night Songs                                       | — | — | — | US8 (4 Wo.)US | Erstveröffentlichung: 25. März 2014                                            |
| 2014 | My Dream Duets                                    | — | — | UK28 (4 Wo.)UK | US4 (7 Wo.)US | Erstveröffentlichung: 28. Oktober 2014                                         |
| 2017 | This Is My Town: Songs of New York                | — | — | UK26 (3 Wo.)UK | US12 (4 Wo.)US | Erstveröffentlichung: 21. April 2017                                           |
| 2020 | Night Songs II                                    | — | — | — | US32 (2 Wo.)US | Erstveröffentlichung: 14. Februar 2020                                         |

### Livealben
| Jahr | Titel                 | Höchstplatzierung, Gesamtwochen, AuszeichnungChartplatzierungen (Jahr, Titel, Platzierungen, Wochen, Auszeichnungen, Anmerkungen) | Höchstplatzierung, Gesamtwochen, AuszeichnungChartplatzierungen (Jahr, Titel, Platzierungen, Wochen, Auszeichnungen, Anmerkungen) | Höchstplatzierung, Gesamtwochen, AuszeichnungChartplatzierungen (Jahr, Titel, Platzierungen, Wochen, Auszeichnungen, Anmerkungen) | Höchstplatzierung, Gesamtwochen, AuszeichnungChartplatzierungen (Jahr, Titel, Platzierungen, Wochen, Auszeichnungen, Anmerkungen) | Anmerkungen                                                                       |
| Jahr | Titel                 | DE | AT | UK | US | Anmerkungen                                                                       |
| ---- | --------------------- | --- | --- | --- | --- | --------------------------------------------------------------------------------- |
| 1977 | Barry Manilow Live    | — | — | — | US1 ×3Dreifachplatin · (67 Wo.)US                                                                                                 | Erstveröffentlichung: Mai 1977                                                    |
| 1982 | Barry Live in Britain | — | — | UK1 Platin · (23 Wo.)UK | — | Erstveröffentlichung: 1982                                                        |
| 1990 | Live on Broadway      | — | — | UK19 (3 Wo.)UK | US196 (1 Wo.)US | Erstveröffentlichung: 17. April 1990                                              |
| 2004 | 2 Nights Live!        | — | — | UK51 (1 Wo.)UK | US27 Gold · (6 Wo.)US | Erstveröffentlichung: 6. April 2004 UK-Titel: Ultimate Live                       |
| 2012 | Live in London        | — | — | — | US24 (2 Wo.)US | Erstveröffentlichung: 24. April 2012 mit dem Royal Philharmonic Concert Orchestra |

Weitere Livealben
- 2011: Live at Paris Las Vegas

### Kompilationen
| Jahr | Titel                                    | Höchstplatzierung, Gesamtwochen, AuszeichnungChartplatzierungen (Jahr, Titel, Platzierungen, Wochen, Auszeichnungen, Anmerkungen) | Höchstplatzierung, Gesamtwochen, AuszeichnungChartplatzierungen (Jahr, Titel, Platzierungen, Wochen, Auszeichnungen, Anmerkungen) | Höchstplatzierung, Gesamtwochen, AuszeichnungChartplatzierungen (Jahr, Titel, Platzierungen, Wochen, Auszeichnungen, Anmerkungen) | Höchstplatzierung, Gesamtwochen, AuszeichnungChartplatzierungen (Jahr, Titel, Platzierungen, Wochen, Auszeichnungen, Anmerkungen) | Anmerkungen                                                                               |
| Jahr | Titel                                    | DE | AT | UK | US | Anmerkungen                                                                               |
| ---- | ---------------------------------------- | --- | --- | --- | --- | ----------------------------------------------------------------------------------------- |
| 1978 | Greatest Hits                            | DE10 (18 Wo.)DE | AT24 (4 Wo.)AT | UK3 Platin · (151 Wo.)UK | US7 ×3Dreifachplatin · (75 Wo.)US                                                                                                 | Erstveröffentlichung: 17. November 1978 DE+AT-Titel: The Best Of                          |
| 1981 | Gift Set – All the Best                  | — | — | UK62 (1 Wo.)UK | — | Erstveröffentlichung: 1981                                                                |
| 1983 | Greatest Hits Vol. II                    | — | AT15 (2 Wo.)AT | UK10 Gold · (12 Wo.)UK | US30 Platin · (19 Wo.)US | Erstveröffentlichung: Dezember 1983 AT-Titel: Manilow Magic; UK-Titel: A Touch More Magic |
| 1985 | The Manilow Collection - 20 Classic Hits | — | — | — | US100 Gold · (12 Wo.)US | Erstveröffentlichung: 1985                                                                |
| 1990 | The Songs 1975–1990                      | — | — | UK13 Silber · (7 Wo.)UK | — | Erstveröffentlichung: 1990                                                                |
| 1992 | The Complete Collection and Then Some…   | — | — | — | US182 Gold · (1 Wo.)US | Erstveröffentlichung: 10. November 1992                                                   |
| 1993 | Hidden Treasures                         | — | — | UK36 (7 Wo.)UK | — | Erstveröffentlichung: 1993                                                                |
| 1993 | Greatest Hits: The Platinum Collection   | — | — | UK37 Silber · (6 Wo.)UK | — | Erstveröffentlichung: 1993                                                                |
| 2002 | Ultimate Manilow                         | — | — | UK8 Platin · (16 Wo.)UK | US3 ×2Doppelplatin · (43 Wo.)US                                                                                                   | Erstveröffentlichung: 5. Februar 2002                                                     |
| 2008 | Music & Passion: The Best Of             | — | — | UK54 Gold · (2 Wo.)UK | — | Erstveröffentlichung: 2008                                                                |

Weitere Kompilationen
- 1989: Greatest Hits Volume I (US: Platin)
- 1989: Greatest Hits Volume II (US: Platin)
- 1989: Greatest Hits Volume III
- 2005: The Essential Barry Manilow
- 2005: The Very Best Of
- 2008: Beautiful Ballads & Love Songs
- 2010: The Essential Barry Manilow: Limited Edition 3.0
- 2010: Playlist: The Very Best of Barry Manilow
- 2011: Duets

### Soundtracks
- 1978: Foul Play
- 1985: Copacabana
- 1994: Thumbelina
- 1995: The Pebble and the Penguin

### Weihnachtsalben
| Jahr | Titel                     | Höchstplatzierung, Gesamtwochen, AuszeichnungChartplatzierungen (Jahr, Titel, Platzierungen, Wochen, Auszeichnungen, Anmerkungen) | Höchstplatzierung, Gesamtwochen, AuszeichnungChartplatzierungen (Jahr, Titel, Platzierungen, Wochen, Auszeichnungen, Anmerkungen) | Höchstplatzierung, Gesamtwochen, AuszeichnungChartplatzierungen (Jahr, Titel, Platzierungen, Wochen, Auszeichnungen, Anmerkungen) | Höchstplatzierung, Gesamtwochen, AuszeichnungChartplatzierungen (Jahr, Titel, Platzierungen, Wochen, Auszeichnungen, Anmerkungen) | Anmerkungen                              |
| Jahr | Titel                     | DE | AT | UK | US | Anmerkungen                              |
| ---- | ------------------------- | --- | --- | --- | --- | ---------------------------------------- |
| 1990 | Because It’s Christmas    | — | — | — | US40 Platin · (8 Wo.)US | Erstveröffentlichung: 25. September 1990 |
| 2002 | A Christmas Gift of Love  | — | — | — | US55 Gold · (7 Wo.)US | Erstveröffentlichung: 12. November 2002  |
| 2007 | In the Swing of Christmas | — | — | — | US127 Gold · (4 Wo.)US | Erstveröffentlichung: 26. November 2007  |

## Singles
| Jahr | Titel Album                                                             | Höchstplatzierung, Gesamtwochen, AuszeichnungChartplatzierungen (Jahr, Titel, Album, Platzierungen, Wochen, Auszeichnungen, Anmerkungen) | Höchstplatzierung, Gesamtwochen, AuszeichnungChartplatzierungen (Jahr, Titel, Album, Platzierungen, Wochen, Auszeichnungen, Anmerkungen) | Höchstplatzierung, Gesamtwochen, AuszeichnungChartplatzierungen (Jahr, Titel, Album, Platzierungen, Wochen, Auszeichnungen, Anmerkungen) | Höchstplatzierung, Gesamtwochen, AuszeichnungChartplatzierungen (Jahr, Titel, Album, Platzierungen, Wochen, Auszeichnungen, Anmerkungen) | Anmerkungen |
| Jahr | Titel Album                                                             | DE | AT | UK | US | Anmerkungen |
| ---- | ----------------------------------------------------------------------- | --- | --- | --- | --- | --- |
| 1974 | Mandy Barry Manilow II                                                  | DE19 (23 Wo.)DE | — | UK11 Gold · (9 Wo.)UK | US1 Gold · (16 Wo.)US | Erstveröffentlichung: 7. Oktober 1974 ursprünglich hieß das Lied Brandy, aber nachdem Looking Glass mit einem anderen Lied gleichen Titels einen Nummer-eins-Hit gehabt hatten, wurde es in Mandy umbenannt |
| 1975 | It’s a Miracle Barry Manilow II                                         | — | — | — | US12 (13 Wo.)US | Erstveröffentlichung: 12. Februar 1975 |
| 1975 | Could It Be Magic Barry Manilow                                         | — | — | UK25 (10 Wo.)UK | US6 (18 Wo.)US | Erstveröffentlichung: 4. Juni 1975 |
| 1975 | I Write the Songs Tryin’ to Get the Feeling Again                       | — | — | — | US1 Gold · (20 Wo.)US | Erstveröffentlichung: 30. Oktober 1975 Grammy für den Song des Jahres |
| 1976 | Tryin’ to Get the Feeling Again                                         | — | — | — | US10 (15 Wo.)US | Erstveröffentlichung: März 1976 |
| 1976 | This One’s for You                                                      | — | — | — | US29 (10 Wo.)US | Erstveröffentlichung: 4. August 1976 |
| 1976 | Weekend in New England This One’s for You                               | — | — | — | US10 (19 Wo.)US | Erstveröffentlichung: November 1976 |
| 1977 | Looks Like We Made It This One’s for You                                | — | — | — | US1 Gold · (19 Wo.)US | Erstveröffentlichung: 20. April 1977 |
| 1977 | Daybreak This One’s for You                                             | — | — | — | US23 (10 Wo.)US | Erstveröffentlichung: September 1977 |
| 1978 | Can’t Smile Without You Even Now                                        | — | — | UK43 (7 Wo.)UK | US3 Gold · (19 Wo.)US | Erstveröffentlichung: Januar 1978 |
| 1978 | Even Now                                                                | — | — | — | US19 (13 Wo.)US | Erstveröffentlichung: 14. April 1978 |
| 1978 | Copacabana (At the Copa) Even Now                                       | DE23 (16 Wo.)DE | — | UK— GoldUK | US8 Gold · (16 Wo.)US | Erstveröffentlichung: 3. Juni 1978 Grammy |
| 1978 | Somewhere in the Night Even Now                                         | — | — | UK42 (10 Wo.)UK | US9 (15 Wo.)US | Erstveröffentlichung: 7. Juli 1978 |
| 1978 | Ready to Take a Chance Again Four Play (Soundtrack)                     | — | — | — | US11 (16 Wo.)US | Erstveröffentlichung: 2. September 1978 |
| 1979 | Ships One Voice                                                         | — | — | — | US9 (14 Wo.)US | Erstveröffentlichung: 26. September 1979 Original: Ian Hunter (1979) |
| 1979 | When I Wanted You One Voice                                             | — | — | — | US20 (16 Wo.)US | Erstveröffentlichung: 8. Dezember 1979 |
| 1980 | I Don’t Want to Walk Without You One Voice                              | — | — | — | US36 (11 Wo.)US | Erstveröffentlichung: 26. März 1980 |
| 1980 | Bermuda Triangle Barry                                                  | — | — | UK15 (9 Wo.)UK | — | Erstveröffentlichung: 8. August 1980 |
| 1980 | I Made It Through the Rain Barry                                        | — | — | UK37 (6 Wo.)UK | US10 (16 Wo.)US | Erstveröffentlichung: November 1980 |
| 1981 | Lonely Together Barry                                                   | — | — | UK21 (13 Wo.)UK | US45 (10 Wo.)US | Erstveröffentlichung: 25. Februar 1981 |
| 1981 | Somewhere down the Road I Should Love Again                             | — | — | — | US21 (15 Wo.)US | Erstveröffentlichung: September 1981 |
| 1981 | The Old Songs I Should Love Again                                       | — | — | UK48 (8 Wo.)UK | US15 (16 Wo.)US | Erstveröffentlichung: 7. Oktober 1981 |
| 1982 | If I Should Love Again I Should Love Again                              | — | — | UK66 (2 Wo.)UK | — | Erstveröffentlichung: 29. Januar 1982 |
| 1982 | Let’s Hang On I Should Love Again                                       | — | — | UK12 Silber · (11 Wo.)UK | US32 (10 Wo.)US | Erstveröffentlichung: März 1982 |
| 1982 | Stay (Live) Barry Live in Britain                                       | — | — | UK23 (8 Wo.)UK | — | Erstveröffentlichung: 12. April 1982 |
| 1982 | Oh Julie –                                                              | — | — | — | US38 (11 Wo.)US | Erstveröffentlichung: 1982 Original: Shakin’ Stevens (1982) |
| 1982 | I Wanna Do It with You Here Comes the Night                             | — | — | UK8 (8 Wo.)UK | — | Erstveröffentlichung: 14. Juli 1982 |
| 1982 | Memory Here Comes the Night                                             | — | — | — | US39 (14 Wo.)US | Erstveröffentlichung: Oktober 1982 Original: Andrew Lloyd Webber (1981) |
| 1982 | I’m Gonna Sit Right Down and Write Myself a Letter Here Comes the Night | — | — | UK36 (7 Wo.)UK | — | Erstveröffentlichung: 29. November 1982 |
| 1983 | Some Kind of Friend Here Comes the Night                                | — | — | UK48 (3 Wo.)UK | US26 (16 Wo.)US | Erstveröffentlichung: 3. Februar 1983 |
| 1983 | You’re Lookin’ Hot Tonight Greatest Hits Vol. II                        | DE59 (7 Wo.)DE | — | UK47 (6 Wo.)UK | — | Erstveröffentlichung: 21. August 1983 |
| 1983 | Read ’Em and Weep Greatest Hits Vol. II                                 | — | — | UK17 (7 Wo.)UK | US18 (14 Wo.)US | Erstveröffentlichung: 4. November 1983 |
| 1984 | When October Goes 2:00 AM Paradise Cafe                                 | — | — | UK85 (1 Wo.)UK | — | Erstveröffentlichung: 24. März 1984 |
| 1985 | Run to Me The Manilow Collection – 20 Classic Hits                      | — | — | UK86 (2 Wo.)UK | — | Erstveröffentlichung: 30. April 1985 mit Dionne Warwick |
| 1985 | In Search of Love Manilow                                               | — | — | UK80 (2 Wo.)UK | — | Erstveröffentlichung: 3. November 1985 |
| 1986 | I’m Your Man Manilow                                                    | — | — | UK96 (2 Wo.)UK | US86 (5 Wo.)US | Erstveröffentlichung: 1986 |
| 1988 | Hey Mambo Swing Street                                                  | — | — | — | US90 (2 Wo.)US | Erstveröffentlichung: Februar 1988 mit Kid Creole & the Coconuts |
| 1989 | Please Don’t Be Scared Barry Manilow                                    | — | — | UK35 (5 Wo.)UK | — | Erstveröffentlichung: 1989 |
| 1989 | One That Got Away Barry Manilow                                         | — | — | UK78 (3 Wo.)UK | — | Erstveröffentlichung: 1989 |
| 1990 | If I Can Dream (Live) Live on Broadway                                  | — | — | UK81 (2 Wo.)UK | — | Erstveröffentlichung: 1990 |
| 1990 | Some Good Things Never Last Barry Manilow                               | — | — | UK79 (2 Wo.)UK | — | Erstveröffentlichung: 1990 mit Debra Byrd & Dana Robbins |
| 1993 | Copacabana (At the Copa) – The 1993 Remix Hidden Treasures              | — | — | UK22 (4 Wo.)UK | — | Erstveröffentlichung: 1993 |
| 1993 | Could It Be Magic 1993 Hidden Treasures                                 | — | — | UK36 (3 Wo.)UK | — | Erstveröffentlichung: 1993 |
| 1994 | Let Me Be Your Wings Thumbelina                                         | — | — | UK73 (2 Wo.)UK | — | Erstveröffentlichung: 1994 mit Debra Byrd |
| 1996 | I’d Really Love to See You Tonight Summer of ’78                        | — | — | UK86 (1 Wo.)UK | — | Erstveröffentlichung: Dezember 1996 |

Weitere Singles
- 1973: Sweet Water Jones
- 1974: Let’s Take Some Time to Say Goodbye
- 1977: It’s Just Another New Year’s Eve
- 1985: Paradise Cafe
- 1986: He Doesn’t Care (But I Do)
- 1988: Brooklyn Blues
- 1989: Keep Each Other Warm
- 1990: If You Remember Me (Live)
- 1990: Because It’s Christmas
- 1990: Jungle Bells
- 1992: Another Life
- 1997: I Go Crazy
- 2001: Turn the Radio Up
- 2003: River
- 2005: Unchained Melody
- 2006: Love Is a Many Splendored Thing
- 2008: Christmas Is Just Around the Corner
- 2011: Everything’s Gonna Be Alright
- 2012: Santa Claus Is Coming to Town
- 2020: When The Good Times Come Again
- 2022: Dancin’ In The Aisles

## Videoalben
- 1990: Live on Broadway (US: Platin)
- 2006: Music & Passion: Live from Las Vegas (US: ×3Dreifachplatin )
- 2006: First & Farewell (US: Platin)
- 2007: The First Television Specials (US: Platin)
- 2008: Songs from the Seventies (US: Platin)

## Statistik

### Chartauswertung
|                     | DE    | AT    | UK     | US     |
| ------------------- | ----- | ----- | ------ | ------ |
| Nummer-eins-Alben   | DE—DE | AT—AT | UK1UK  | US2US  |
| Top-10-Alben        | DE1DE | AT—AT | UK7UK  | US15US |
| Alben in den Charts | DE2DE | AT2AT | UK33UK | US41US |

|                       | DE    | AT    | UK     | US     |
| --------------------- | ----- | ----- | ------ | ------ |
| Nummer-eins-Singles   | DE—DE | AT—AT | UK—UK  | US3US  |
| Top-10-Singles        | DE—DE | AT—AT | UK1UK  | US11US |
| Singles in den Charts | DE3DE | AT—AT | UK28UK | US28US |

### Auszeichnungen für Musikverkäufe
| Goldene Schallplatte - Australien - 1982: für die Single Let’s Hang On - Kanada - 1977: für das Album This One’s for You - 1977: für das Album Tryin’ to Get the Feeling - 1981: für das Album Barry - 2007: für das Album The Greatest Songs of the Fifties - Neuseeland - 1978: für das Album Barry Manilow Live - 1979: für das Album Greatest Hits - 2023: für die Single Mandy | Platin-Schallplatte - Australien - 2002: für das Album Greatest Hits - Hongkong - 1980: für das Album Greatest Hits - Kanada - 1979: für das Album Greatest Hits - 1980: für das Album One Voice |

Anmerkung: Auszeichnungen in Ländern aus den Charttabellen bzw. Chartboxen sind in ebendiesen zu finden.
| Land/RegionAuszeichnungen für Musikverkäufe (Land/Region, Auszeichnungen, Verkäufe, Quellen) | Silber     | Gold       | Platin       | Verkäufe   | Quellen                       |
| -------------------------------------------------------------------------------------------- | ---------- | ---------- | ------------ | ---------- | ----------------------------- |
| Australien (ARIA)                                                                            | —          | Gold1      | Platin1      | 120.000    | Einzelnachweise               |
| Hongkong (IFPI/HKRIA)                                                                        | —          | —          | Platin1      | 20.000     | ifpihk.org                    |
| Kanada (MC)                                                                                  | —          | 4× Gold4   | 2× Platin2   | 400.000    | musiccanada.com               |
| Neuseeland (RMNZ)                                                                            | —          | 3× Gold3   | —            | 35.000     | aotearoamusiccharts.co.nz NZ2 |
| Vereinigte Staaten (RIAA)                                                                    | —          | 16× Gold16 | 29× Platin29 | 34.200.000 | riaa.com                      |
| Vereinigtes Königreich (BPI)                                                                 | 7× Silber7 | 7× Gold7   | 5× Platin5   | 3.410.000  | bpi.co.uk                     |
| Insgesamt                                                                                    | 7× Silber7 | 31× Gold31 | 38× Platin38 |            |                               |